# Rob Garrison
Robert Scott Garrison (Wheeling, Nyugat-Virginia, 1960. január 23. – Wheeling, 2019. szeptember 27.) amerikai színész.

## Filmszerepei

### Filmek
| Év   | Magyar cím       | Eredeti cím                             | Szerep                  | Magyar hang    |
| ---- | ---------------- | --------------------------------------- | ----------------------- | -------------- |
| 1977 |                  | Starship Invasions                      | Öngyilkos legénységtag  |                |
| 1979 |                  | Search and Destroy                      | R.J.                    |                |
| 1979 |                  | Lost and Found                          | Ed Connally             |                |
| 1980 |                  | Brubaker                                | ügyes fiú               |                |
| 1984 | Karate kölyök    | The Karate Kid                          | Tommy                   | Bor Zoltán     |
| 1984 | Karate kölyök    | The Karate Kid                          | Tommy                   | Petrik Péter   |
| 1984 | Karate kölyök    | The Karate Kid                          | Tommy                   | Molnár Levente |
| 1984 |                  | Best Revenge                            | Eddie                   |                |
| 1986 | Vasmadarak       | Iron Eagle                              | Packer                  |                |
| 1986 | Karate kölyök 2. | The Karate Kid Part II                  | Tommy                   | Molnár Levente |
| 1988 |                  | Human Error                             |                         |                |
| 1989 | Karate kölyök 3. | The Karate Kid Part III                 | Tommy (archív felvétel) |                |
| 1990 |                  | Hollywood Hot Tubs 2: Educating Crystal | Billy Dare              |                |
| 2011 |                  | The Pledge                              | Pat Kem                 |                |

### Televízió
| Év        | Magyar cím                     | Eredeti cím                   | Szerep          | Megjegyzések                                             |
| --------- | ------------------------------ | ----------------------------- | --------------- | -------------------------------------------------------- |
| 1986      |                                | St. Elsewhere                 | Bomber          | 1 epizód                                                 |
| 1987      | MacGyver                       | MacGyver                      | Járőr           | 1 epizód                                                 |
| 1988      |                                | Tour of Duty                  | Biggs alezredes | 1 epizód                                                 |
| 1989      | Columbo                        | Columbo                       | Fiatal ember    | 1 epizód                                                 |
| 1990      |                                | Coach                         | Üzletember      | 1 epizód                                                 |
| 1995      | Kung fu: A legenda folytatódik | Kung Fu: The Legend Continues | Blaine seriff   | 1 epizód                                                 |
| 2018–2019 | Cobra Kai                      | Cobra Kai                     | Tommy           | - 2 epizód - magyar hangja: - Molnár Levente (fiatalon), |